# عبدالصمد رفیق
عبدالصمد رفیق (انگلیسی: Abdessamad Rafik؛ زادهٔ ۸ آوریل ۱۹۸۲) بازیکن فوتبال اهل مراکش بوذ.
از باشگاه‌هایی که در آن بازی کرده‌است می‌توان به باشگاه فوتبال المپیک خریبکه، باشگاه فوتبال المپیک اسفی، باشگاه فوتبال مغرب تطوان، باشگاه فوتبال الوداد کازابلانکا، و باشگاه فوتبال الوحده عربستان سعودی اشاره کرد.
وی همچنین در تیم ملی فوتبال مراکش بازی کرده‌است.